# Le Petit Frère (film, 1927, Kozintsev)
Pour les articles homonymes, voir Le Petit Frère.
Le Petit Frère (en russe : Братишка) est un film muet soviétique réalisé par Grigori Kozintsev et Leonid Trauberg en 1927. Le film est considéré comme perdu.

## Fiche technique
- Titre : Le Petit Frère
- Titre original : Братишка
- Réalisation : Grigori Kozintsev, Leonid Trauberg
- Scénario : Grigori Kozintsev, Leonid Trauberg
- Directeur de la photographie : Andreï Moskvine
- Studio : Sovkino
- Date de sortie : 30 avril 1927
- Durée : 67 minutes
- Pays : Union soviétique
- Langue : Film muet, intertitres en russe
- Couleur : Noir et blanc

## Distribution
- Piotr Sobolevski : le chauffeur
- Yanina Jeïmo : la fille
- Sergueï Martinson
- Andreï Kostrichkin
- Serguei Guerassimov
- Tatiana Gouretskaia : le conducteur
- Emil Gal : travailleur au port
- Valeri Plotnikov